# Dan Ferrigno
Dan Ferrigno (San Francisco, Kalifornia, 1953. március 23. –) amerikai amerikaifutball-játékos és -edző, 2024-től a Mission College Preparatory középiskola edzője.
A San Francisco Prep Hall of Fame tagja. Az Archbishop Riordan középiskola és a San Francisco State Gators játékosaként több rekordot is felállított.

## Eredményei vezetőedzőként
| Év                            | Eredmény                      | Eredmény                      | Helyezés                      |
| Év                            | Összesített                   | Konferencia                   | Helyezés                      |
| Saint Mary’s College Panthers | Saint Mary’s College Panthers | Saint Mary’s College Panthers | Saint Mary’s College Panthers |
| ----------------------------- | ----------------------------- | ----------------------------- | ----------------------------- |
| 2008                          | 5–5                           | 4–3                           | 4.                            |

## Fordítás
- Ez a szócikk részben vagy egészben  a   Dan Ferrigno című angol Wikipédia-szócikk ezen változatának fordításán alapul.  Az eredeti cikk szerkesztőit annak laptörténete sorolja fel. Ez a jelzés csupán a megfogalmazás eredetét és a szerzői jogokat jelzi, nem szolgál a cikkben szereplő információk forrásmegjelöléseként.